# Adolf Behrman
Abraham Adolf Behrman (13 tháng 7 năm 1876 – tháng 8 năm 1943) là một họa sĩ người Ba Lan nổi tiếng với những bức tranh về chủ đề cuộc sống của người Do Thái, phong cảnh và chân dung. Ông dành phần lớn cuộc đời mình ở Łódź và bị sát hại trong cuộc tàn sát Holocaust của Đức Quốc Xã.

## Tiểu sử
Adolf học vẽ tại Trường dạy vẽ tư nhân của họa sĩ Jakub Kacenbogen ở Łódź trước những năm 1900. Ông tiếp tục đi du học tại Munich vào giai đoạn năm 1900–1904. Ông theo học tại Học viện Mỹ thuật ở Munich dưới sự chỉ đạo của họa sĩ người Đức Gabriel von Hackl.
Sau khi ông tốt nghiệp Học viện Mỹ thuật ở Munich, Behrman bán một loạt tranh và bản vẽ cho một nhà sưu tập nghệ thuật ở Łódź vào năm 1905 để đủ chi phí giúp ông chuyển đến Paris. Ông sống, học tập và làm việc ở Paris trong 5 năm tiếp theo. Từ năm 1924 đến năm 1927, Behrman đã đi đến các nước như Palestine, Ai Cập và sau đó là Maroc. Phong cảnh trong các tác phẩm của Behrman có nguồn gốc từ thời kỳ đó. Bảng màu mà Behrman sử dụng cũng trở nên tươi sáng hơn trong giai đoạn này. Vào khoảng những năm 1930, ông trở lại Ba Lan và chuyển đến sống tại Kazimierz Dolny.
Behrman thường vẽ các cảnh trong cuộc sống hàng ngày của người Do Thái-Ba Lan. Bức tranh năm 1914 Cô dâu Do Thái (The Jewish Bride) do ông sáng tác đã được sử dụng cho trang bìa của cuốn sách The Stories Our Parents Found Too Painful to Tell, ban đầu là một cuốn hồi ký viết bằng tiếng Yiddish có tựa đề The Annihilation of Bialystok Jewry của Rafael Rajzner và Henry R. Lew.
Ông bị Đức Quốc xã sát hại vào năm 1943 tại khu ổ chuột Białystok vào khoảng thời gian diễn ra Cuộc nổi dậy Białystok Ghetto. Nhiều bức tranh của Behrman đã bị phá hủy trong Thế chiến thứ hai. Một số bức tranh có thể được tìm thấy tại Bảo tàng Lịch sử Kraków và tại Bảo tàng Łódź.

## Tác phẩm tiêu biểu

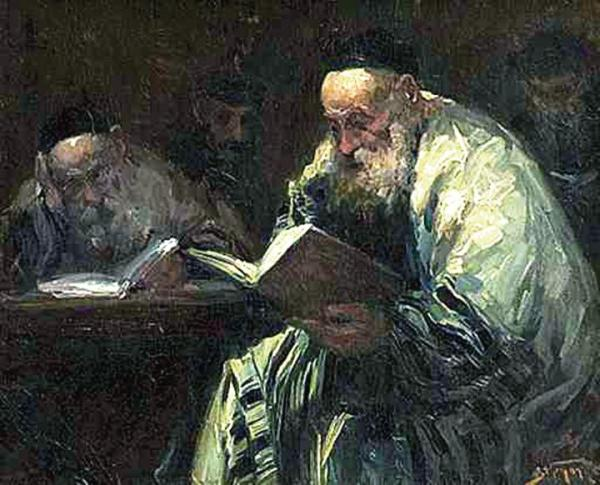
Độc giả Talmud
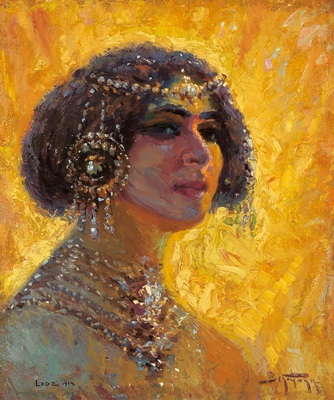
The Jewish Bride (1914)